# Три дня на побег
«Три дня на побег» (англ. The Next Three Days) — американский художественный фильм-триллер 2010 года режиссёра Пола Хаггиса с Расселом Кроу и Элизабет Бэнкс в главных ролях. Ремейк французской картины «Для неё» (Pour elle), вышедшей в конце декабря 2008 года и номинированной на премию «Сезар».

## Сюжет
Жизнь университетского преподавателя Джона Бреннана (Рассел Кроу) была прекрасной, пока его жену Лару (Элизабет Бэнкс) не обвинили в убийстве начальницы. Настоящий убийца, покидавший автостоянку, случайно оставил следы крови на одежде Лары, и её ошибочно признали виновной. Пока она сидит в тюрьме, Джон пытается всячески доказать несправедливость наказания. Джону приходится полностью взять на себя обязанности по дому и воспитанию сына Люка.
Но когда все законные способы освободить любимую исчерпаны, единственное, что ему остаётся, разработать план побега. Для этого он встречается с неким Дэймоном (Лиам Нисон), на счету которого семь побегов из тюрем. Дэймон посвящает Джона в правила, по которым ему предстоит играть при вызволении супруги. Джон начинает готовиться. Разрабатывает план. И когда до осуществления задуманного остаётся всего две недели, суд постановляет перевести Лару в другую тюрьму для исполнения вынесенного ей пожизненного заключения. До перевода всего три дня. За это время Джону законным способом не достать денег, которых хватит на 5-6 лет жизни в бегах. Приходится прибегать к жёстким мерам: Джон грабит наркоторговцев, при этом в перестрелке между собой несколько из них погибают. С этого момента по следу Джона идут полицейские детективы, — те же, которые расследовали дело его жены. Джон подделывает анализы супруги, которая страдала диабетом. При срочном переводе её в клинику он захватывает автомобиль «скорой помощи» и бежит с Ларой. Для того чтобы пройти через полицейскую проверку на автостраде ему приходится импровизировать. Джону удаётся хитростью обойти и полицейские кордоны, и досмотр самолёта. С женой и сыном они прилетают в Венесуэлу и останавливаются в гостинице.
В финальной сцене детектив расследовавший дело, повторно посещает автостоянку, где произошло убийство. В этот момент льётся дождь, и пуговица с пальто убийцы, которая могла доказать невиновность Лары, утекает с потоком воды в дренажный сток.

## В ролях
- Рассел Кроу — Джон Бреннан
- Элизабет Бэнкс — Лара Бреннан
- Лиам Нисон — Дэймон
- Брайан Деннехи — Джордж Бреннан
- Оливия Уайлд — Николь
- Дэниел Стерн — Мейер Фиск
- Джейсон Бех — детектив Квин
- Аиша Хиндс — детектив Каллеро
- Тай Симпкинс — Люк
- Ленни Джеймс — лейтенант Нэблси
- Аллан Стил — сержант Хэррис
- Дерек Сесил — доктор Бекси

## Критика
Фильм получил смешанные отзывы кинокритиков. На сайте Rotten Tomatoes фильм имеет рейтинг 51 % на основе 163 рецензий со средним баллом 5,9 из 10. На сайте Metacritic фильм имеет оценку 52 из 100 на основе 36 рецензий критиков, что соответствует статусу «смешанные или средние отзывы».
Рецензии
- Peter Bradshaw. The Next Three Days – review (англ.). The Guardian (6 января 2011). Дата обращения: 27 ноября 2017.
- Roger Ebert. The Next Three Days (англ.). RogerEbert.com (17 ноября 2010). Дата обращения: 27 ноября 2017.
- Angie Errigo. The Next Three Days Review (англ.). Empire (15 августа 2010). Дата обращения: 27 ноября 2017.
- Jim Vejvoda. THE NEXT THREE DAYS REVIEW (англ.). IGN (18 ноября 2010). Дата обращения: 27 ноября 2017.